# پیرشدگی سلول

حد هایفلیک پیش‌بینی می‌کند که به‌طور متوسط یک سلول قادر است تنها پنجاه بار تقسیم سلولی شود و در پایان این پنجاه بار تقسیم سلولی به به مرحلهٔ به نام پیرشدگی می‌رسد. هنگامی که تقسیم سلولی در حال رخدادن است، تلومرهای انتهای کروموزوم خطی کوتاه‌تر می‌شوند در نتیجه به مرور زمان پس از چند دوره تقسیم سلولی سرانجام هیچ تلومری در انتهای کروموزوم وجود نخواهد داشت. این فرایند مفهومی است که کوتاه شدن تلومرها را به سالخوردگی مرتبط می‌کند.

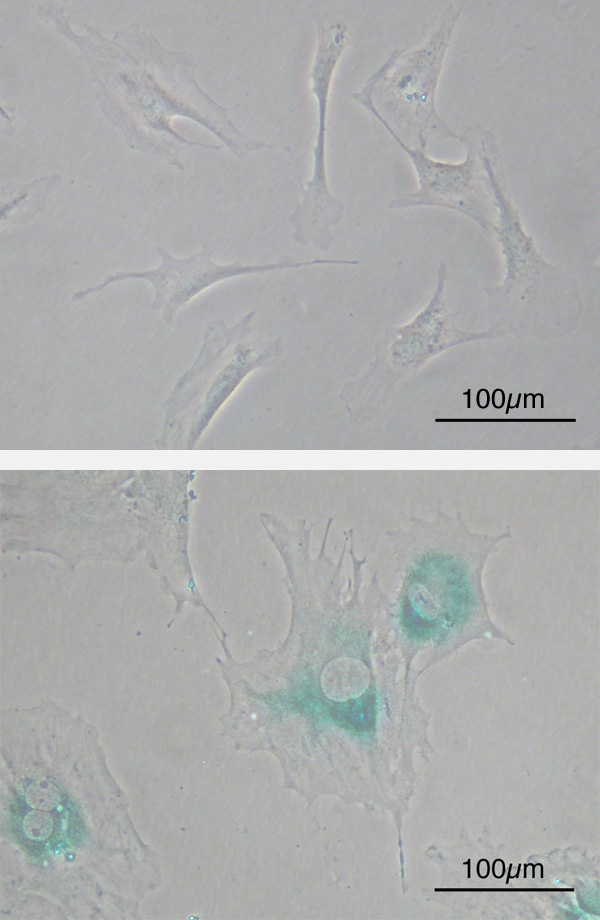
تصویر بالا: سلول‌های فیبروبلاست بنیادی جنین موش (ام‌ای‌اف) پیش از پیرشدگی سلول. همان‌طور که در تصویر نمایش داده شده‌است، این سلول‌ها دراز و باریک هستند.
تصویر پایین: سلول‌های ام‌ای‌اف پس از رسیدن به حد هایفلیک (پیرشدگی سلول). همان‌طور که در تصویر نمایش داده شده‌است، سلول‌ها به مراتب بیشتر رشد کرده‌اند و بزرگتر و پهن‌تر به نظر می‌رسند. بخش‌های آبی نشان دهنده گلاکتوزیسس-بتای تولید شده در سلول است. گلاکتوزیسس-بتا آنزیمی است که در مرحلهٔ پیرشدگی سلول شکل می‌گیرد.

پیرشدگی سلول پدیده‌ای است که به مرور زمان در طی فرایند تقسیم سلولی رخ می‌دهد. در دهه ۱۹۶۰ میلادی، لئونارد هایفلیک و پائول مورهد کشف کردند که سلول‌های فیبروبلاست جنین انسان پس از پنجاه با تقسیم سلولی به مرحله پیرشدگی می‌رسند. این فرایند با نام «پیرشدگی حاصل از تکثیر» نیز شناخته می‌شود. به این پدیده با نام «حد هایفلیک» نیز اشاره می‌شود.